# Skräckesholmen, Borgå
Skräckesholmen är en ö i Finland. Den ligger i Finska viken och i kommunen Borgå i den ekonomiska regionen  Borgå i landskapet Nyland, i den södra delen av landet. Ön ligger omkring 50 kilometer öster om Helsingfors.
Öns area är 2 hektar och dess största längd är 170 meter i sydväst-nordöstlig riktning. Ön höjer sig omkring 15 meter över havsytan.